# موتور پانزده خرداد
موتور پانزده خرداد یا موتوراله بخش روستایی در دهستان ریگ ملک بخش ریگ ملک شهرستان میرجاوه استان سیستان و بلوچستان ایران است.

## جمعیت
بر پایه سرشماری عمومی نفوس و مسکن در سال ۱۳۹۵ جمعیت این مکان ۱۹۳ نفر (۵۶خانوار) بوده‌است.